# أسياد دوغتاون
أسياد دوغتاون (بالإنجليزية: Lord of dogtown)‏ هو فيلم أمريكي إنتاج 2005 هو دراما رياضي من بطولة هيث ليدجر
اميل هيرن جون روبنسون

## القصة
في سبعينيات القرن الماضي، كان توني ألفا وستايسي بيرالتا وجاي آدمز يقضون وقتهم في التزحلق على الألواح الخشبية التي يصممها لهم صديقهم سكيب إينجبلوم.
وحين شاهد سكيب ما يستطيع الثلاثة عمله بالألواح الخشبية من حركات بهلوانية، قرر تأسيس فريق منهم يطلقون عليه زي بويز، فازوا في عدة مسابقات، وحققوا شهرة بين السكان المحليين.
تنهال العروض على أفراد الفريق، فينفصلون ويشق كل منهم طريقه، ويصبحون نجوما في البرامج التلفزيونية وعلى أغلفة المجلات، ويحققون الشهرة والثراء، بل ويتحول الأمر بينهم إلى منافسة، ويصير التزحلق من أجل المال هو هدفهم بدلا من كونه الهواية التي عشقوها.

## وصلات خارجية
- أسياد دوغتاون على موقع IMDb (الإنجليزية)
- أسياد دوغتاون على موقع ميتاكريتيك (الإنجليزية)
- أسياد دوغتاون على موقع الموسوعة البريطانية (الإنجليزية)
- أسياد دوغتاون على موقع روتن توميتوز (الإنجليزية)
- أسياد دوغتاون على موقع نتفليكس (الإنجليزية)
- أسياد دوغتاون على موقع قاعدة بيانات الأفلام العربية
- أسياد دوغتاون على موقع ألو سيني (الفرنسية)
- أسياد دوغتاون على موقع Turner Classic Movies (الإنجليزية)
- أسياد دوغتاون على موقع أول موفي (الإنجليزية)
- أسياد دوغتاون على موقع بوكس أوفيس موجو (الإنجليزية)